# Valoy Eaton
Armon Valoy Eaton (Eigenschreibweise auch VaLoy Eaton; * 29. März 1938 in Vernal, Utah) ist ein US-amerikanischer Landschaftsmaler.

## Wirken
Valoy Eaton wurde geboren als Sohn eines Autowerkstattbesitzers. 1956 heiratete er seine Frau Ellie (1937–2014). Aus der Ehe gingen fünf Kinder hervor. Die Basketballerinnen Lexi Eaton und Preston Eaton sind seine Enkelinnen.
Er spielte von 1957 bis 1960 aktiv Basketball bei den BYU Cougars und war in den 1960er Jahren Kunst- und Sportlehrer an einer Highschool im Salt Lake Valley.
Eaton begann mit der Malerei und gewann bei der Utah State Fair den „Best of Show“-Preis. Danach begann die Nachfrage nach seinen Gemälden. Nach dem Abschluss seines Masterstudiums der Malerei an der Brigham Young University im Jahr 1971 gab er seinen Lehrerberuf auf und widmete sich vollständig der Malerei. Er präsentierte seine Bilder in Ausstellungen und Galerien quer durch die Vereinigten Staaten.

## Publikationen
- Orrin G. Hatch, A. Valoy Eaton, Vern G. Swanson: In Natural Light. Gibbs Smith, Kaysville, Utah, 2003. ISBN 978-1-58685-283-2

## Auszeichnungen
Eatons wurde mehrfach ausgezeichnet, unter anderem 2002 mit dem Utah Governor’s Mansion Artist Award. Die National Academy of Western Art, deren Vorsitzender er auch war, verlieh ihm die Mitgliedschaft auf Lebenszeit. 1988 berief ihn Norman H. Bangerter in seiner Amtszeit als Gouverneur des Bundesstaates Utah in den Kunstrat des Bundesstaates (Utah Arts Council).